# أخدرية دروموندية
أخدرية دروموندية (الاسم العلمي: Oenothera drummondii) هو نوع نباتي يتبع جنس الأخدرية من الفصيلة الأخدرية.